# Beverly Hills (песня)
«Beverly Hills» (с англ. — «Беверли-Хиллз») — песня российской поп-певицы Zivert, выпущенная 6 сентября 2019 года в качестве третьего и заключающего сингла из дебютного студийного альбома Vinyl #1.

## История
«Beverly Hills» — моя душа, моя луна и звёзды, отчасти автопортрет… от чего такая честная… Я о тех, кто живёт сердцем в независимости от людского мнения, и по прежнему верит в сказку, даже если веры в неё не осталось у всего человечества… Ведь только 2 сердца на свете знают, что внутри…Zivert о «Beverly Hills»
Вместе с выпуском песни Zivert анонсировала альбом Vinyl #1 и открыла его предзаказ.
19 сентября 2019 года Zivert исполнила сингл на музыкальном фестивале «Белые ночи» в Санкт-Петербурге, посвящённом 25-летию «Русского радио».
28 ноября 2020 года Zivert исполнила песню на концерте «Life в кайф». В том же году «Beverly Hills» вошла в топ-100 российских песен 2020 года в Apple Music.

## Видеоклип
Релиз официального видеоклипа на трек состоялся 21 ноября 2019 года на YouTube-канале Zivert. По словам певицы, это были одни из самых сложных съёмок для неё. В ролике показана история любви пары, которой хочется переехать в американский город Беверли-Хиллз. Для того, чтобы заработать деньги на поездку, Zivert танцует в ночных заведениях, а её возлюбленный занимается подпольными боями. Режиссёром видео выступил Алан Бадоев, также анонсировавший клип на своих страницах в социальных сетях. Менее чем за сутки клип набрал около 200 000 просмотров.
В начале 2020 года редакторами ТНТ Music составили список лучших клипов 2019 года, в котором «Beverly Hills» занял 79 место.

## Отзывы
Владислав Шеин, корреспондент интернет-издания «ТНТ Music», сравнил «Beverly Hills» с ещё одной песней Zivert, «Credo», заявив, что певица «углубилась в евродиско 80-х», а «Credo», как ему кажется, является «более традиционной и, возможно, не такой насыщенной». В другой своей статье Владислав отметил, что «врывающаяся с первых секунд» партия синтезатора спровоцирует у слушателя «ностальгию по 80-м», и, несмотря на это, «качественный» и «стильный» продакшн придают композиции «вполне современное» звучание. Также в обозрении издания «ТНТ Music» сообщается о неоднократном «обращении певицы к наследию 80-х» с уточнением что в «Beverly Hills» «вышло куда собраннее», чем в синглах «Crazy» и «Шарик».

## Номинации
| Награда                             | Год  | Категория               | Результат | Прим.  |
| ----------------------------------- | ---- | ----------------------- | --------- | ------ |
| Премия «Виктория»                   | 2019 | «Танцевальный хит года» | Номинация | [ 17 ] |
| «Премия МУЗ-ТВ 20/21. Начало света» | 2021 | «Лучшее видео»          | Номинация | [ 18 ] |

## Чарты
| Чарт (2019)            | Высшая позиция |
| ---------------------- | -------------- |
| Россия (Яндекс.Музыка) | 5              |
| Россия (Apple Music)   | 4              |
| Россия (ВКонтакте)     | 16             |
| Россия (Zvooq.online)  | 15             |
| Россия (YouTube Music) | 11             |
| Россия (ТНТ Music)     | 3              |
| Россия (Deezer)        | 3              |
| Мир (Shazam)           | 11             |
| Россия (RU.TV)         | 1              |
| Россия (Муз-ТВ)        | 2              |
| Мир (ТНТ Music)        | 7              |
| Россия (МТС)           | 8              |